# Dodona matsumurana
Dodona matsumurana är en fjärilsart som beskrevs av Tadao Kano 1930. Dodona matsumurana ingår i släktet Dodona och familjen Riodinidae. Inga underarter finns listade i Catalogue of Life.